# Audience (Ayumi Hamasaki)
Audience è un brano musicale della cantante giapponese Ayumi Hamasaki, pubblicato come suo diciottesimo singolo il 1º novembre 2000. Il brano è il quinto estratto dall'album Duty ed è arrivato alla seconda posizione della classifica Oricon dei singoli più venduti in Giappone vendendo un totale di 292 950 copie.

## Tracce
CD Maxi AVCD-30184
Testi e musiche di Ayumi Hamasaki e D.A.I.
1. Audience (Dave Ford mix)
2. Surreal (Sample MadnesS remix)
3. Audience (Keith Litman's radio mix)
4. Audience (Feelin' U mix)
5. Audience (Genius Rock Big Beat mix)
6. Surreal (Paranoid Andoroid mix)
7. Audience (Scud Formant mix)
8. Audience (Hal's mix 2000)
9. Audience (Dub's Floor remix Transport 004)
10. Audience (Dave Ford mix – instrumental)
11. Seasons (vocal track)

CD singolo RR12-88193
1. Audience "Keith Litman's Radio Mix" (Big City Club Mix)
2. Surreal "Sample MadnesS remix"
3. Audience "Dave Ford Mix"

## Classifiche
| Classifica (2001)           | Posizione più alta |
| --------------------------- | ------------------ |
| Oricon Weekly Singles Chart | 2                  |